# Heinrich Segur
Heinrich Segur SJ (Heinrich Ségur-Cabanac) (*  12. Mai 1929 in Wien; † 29. Juni 2005 ebenda) war ein österreichischer Jesuit, er leitete  das Wiener Exerzitienreferat und den deutschen Dienst von Radio Vatikan.

## Werdegang
Segur, der einer alten Adelsfamilie entstammte, legte 1949 in Amstetten seine Abiturprüfung ab, an welche er ein Theologie- und Philosophiestudium in Innsbruck anschloss. 1951 trat er den Jesuiten bei und empfing 1960 von Bischof Paulus Rusch die Priesterweihe.
Zurück in Wien übernahm Segur das Amt des Präfekten im Kollegium Kalksburg. Zwischen 1966 und 1969 war er Spiritual im Wiener Priesterseminar, anschließend in Brixen. Von 1974 bis 1983 war der Jesuitenpater bei Radio Vatikan in Rom als Leiter der deutschsprachigen Redaktion tätig.
Nach seiner Rückkehr nach Österreich wirkte Segur bis 1987 als Rektor des Kollegium Kalksburg. In den Jahren 1990 bis 1998 arbeitete Pater Segur im Exerzitienreferat der Erzdiözese Wien und für die Katholische Medienakademie (KMA). Lange Jahre war er auch Präses der Marianischen Kongregation in Wien. Zuletzt war er Ehren-Konventualkaplan und als Rektor der Malteserkirche in Wien (1998–2003) und Spiritual der Malteser in Österreich tätig.

## Werke
- Heinrich Segur: Die Meßfeier, Styria, 1992, ISBN 3-222-12143-5
- Heinrich Segur: Der Glaubensweg Abrahams: Lebenshilfe aus der Bibel, Styria, August 2001, ISBN 3-222-12442-6